# Élections législatives danoises de 1909

Carte de l'élection du Folketing danois de 1909.

Les élections législatives danoises de 1909 ont eu lieu le 25 mai 1909.

## Résultats
| Inscrits                      | Inscrits                  | Inscrits                 | 457 461   |             |                       |                       |
| Abstentions                   | Abstentions               | Abstentions              | 131 077   | 28,65 %     |                       |                       |
| Votants                       | Votants                   | Votants                  | 326 384   | 71,35 %     |                       |                       |
|                               |                           |                          |           |             |                       |                       |
| Bulletins enregistrés         | Bulletins enregistrés     | Bulletins enregistrés    | 326 384   |             |                       |                       |
| Bulletins blancs ou nuls      | Bulletins blancs ou nuls  | Bulletins blancs ou nuls | 3 198     | 0,98 %      |                       |                       |
| Suffrages exprimés            | Suffrages exprimés        | Suffrages exprimés       | 323 186   | 99,02 %     | 114 sièges à pourvoir | 114 sièges à pourvoir |
|                               |                           |                          |           |             |                       |                       |
| Liste                         | Tête de liste             |                          | Suffrages | Pourcentage | Sièges acquis         | Var.                  |
| Social-démocratie             | Peter Christian Knudsen   |                          | 93 079    | 28,8 %      | 24 / 114              | =                     |
| Parti de la réforme de gauche | Ludvig Holstein-Ledreborg |                          | 77 949    | 24,12 %     | 37 / 114              | -19                   |
| Højre                         | Néant                     |                          | 64 189    | 19,86 %     | 21 / 114              | +9                    |
| Parti social-libéral danois   | Carl Theodor Zahle        |                          | 50 305    | 15,57 %     | 15 / 114              | +6                    |
| Gauche modérée                | Néant                     |                          | 19 241    | 5,95 %      | 11 / 114              | +2                    |
| Indépendants                  | Néant                     |                          | 18 423    | 5,7 %       | 6 / 114               | +2                    |

- (en) Cet article est partiellement ou en totalité issu de l’article de Wikipédia en anglais intitulé « Danish Folketing election, 1909 » (voir la liste des auteurs).